# Aeroportul Fond du Lac County
Aeroportul Fond du Lac County (IATA: FLD, ICAO: KFLD, FAA LID: FLD) este un aeroport din Wisconsin, Statele Unite ale Americii ce deservește zona Fond du Lac. Aeroportul a fost tranzitat în 2019 de 12 pasageri. A fost numit după zona deservită.
Situat la o altitudine de 246 m, aeroportul dispune de 2 piste.

## Infrastructură

### Piste
Aeroportul dispune de 2 piste. Pista 18/36 are suprafața de asfalt și dimensiunile 5.941 picioare × 100 picioare. Pista 09/27 are suprafața de asfalt și dimensiunile 3.602 picioare × 75 picioare. 